# Henrique Fernandes Sarrão
Henrique Fernandes Sarrão, (Lagos, Século XVI - Lagos, Século XVII), foi um geógrafo português.

## Biografia
Nasceu na cidade de Lagos, no século XVI, e faleceu igualmente naquela cidade, na centúria seguinte.
É considerado como um dos principais monografistas do século XVII em Portugal, tendo sido o autor da História do Reino do Algarve, descrição histórica e geográfica acerca do Algarve, concluída no ano de 1607. Esta obra, uma das mais importantes sobre a história da região, só seria publicada em 1983, por Joaquim Romero Magalhães e Manuel Viegas Guerreiro.

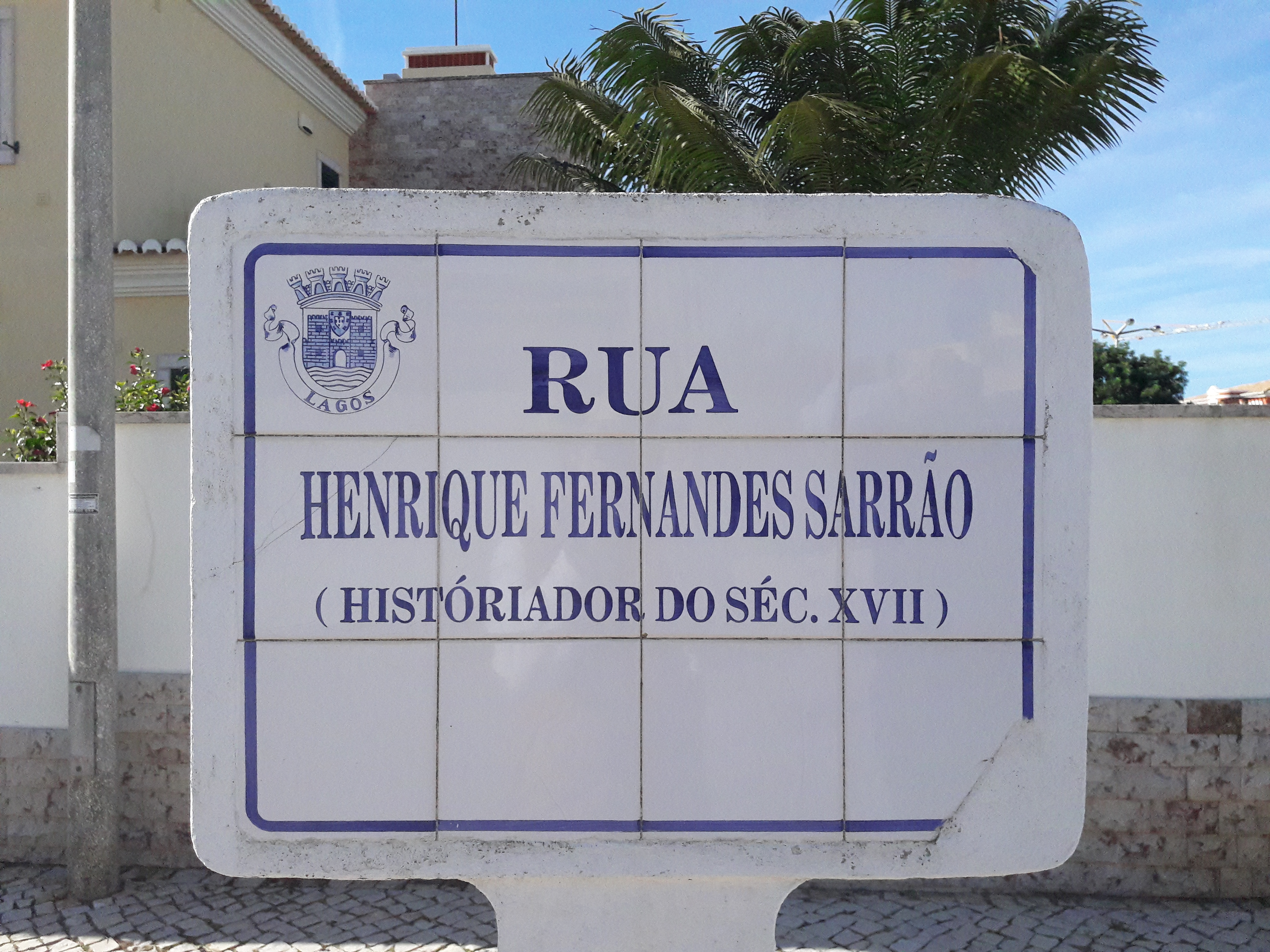
Placa toponímica da Rua Henrique Fernandes Sarrão, em Lagos.

## Homenagens
Em 16 de Agosto de 2000, a Câmara Municipal de Lagos colocou o seu nome numa rua da cidade.